# 金成奎
金 成奎（キム・ソンギュ、朝鮮語: 김성규、1933年 - 2010年8月24日）は、朝鮮民主主義人民共和国の軍人、政治家。朝鮮労働党中央委員会軍事部長（推定）、第8軍団長などを歴任した。朝鮮人民軍における軍事称号（階級）は大将。

## 経歴
1933年生まれ。出生地は不明。1990年1月5日から開かれた朝鮮労働党中央委員会第6期第17回総会で党中央委員会委員候補に選出され、同年4月に最高人民会議第9期代議員に選出された。1992年に上将に昇進。1994年7月8日に金日成主席が死去し国家葬儀委員会が組織されると、同委員会委員に選ばれた。同年10月には第8軍団長に任命され、1997年に大将に昇進。
2009年1月14日に開催された労農赤衛隊創建50周年記念中央報告会に参加した際に党部長と報道されたことから、韓国メディアや統一部資料では党中央委員会民防衛部長、若しくは党中央委員会軍事部長に任命されたと推定した。
2010年8月24日に肺がんにより死去。